# Akzess (Wahlmodus)
Akzess ist die Bezeichnung für eine bis 1904 mögliche Form der Papstwahl.
Die Wahl des Papstes erfolgte durch Akzess (accessus), wenn im Konklave beim Scrutinium nach etlichen Wahlgängen nicht die seit 1179 erforderliche Zweidrittelmehrheit zustande kam. Die Wähler stimmten nun bei der Wahl durch Akzess im neuen Wahlgang nur noch für Kandidaten, die bisher Stimmen erhalten hatten. Dabei durfte kein Wähler denjenigen wählen, dem er vorher seine Stimme gegeben hatte. Die sich neu ergebenden Stimmenzahlen wurden nun den Stimmen des ersten Wahlganges zugerechnet. Dieses Verfahren setzte man solange fort bis ein neuer Papst mit Zweidrittelmehrheit gewählt war.
Nachdem Papst Pius X. am 20. Januar 1904 in der Apostolischen Konstitution Commissum nobis bereits die Exklusive verboten hatte, erließ er am Weihnachtstage 1904 mit der Konstitution Vacante Sede Apostolica  eine neue Papstwahlordnung, in der er den Akzess für abgeschafft erklärte. Seither wird dieser Modus der Papstwahl nicht mehr praktiziert.